# Skurk

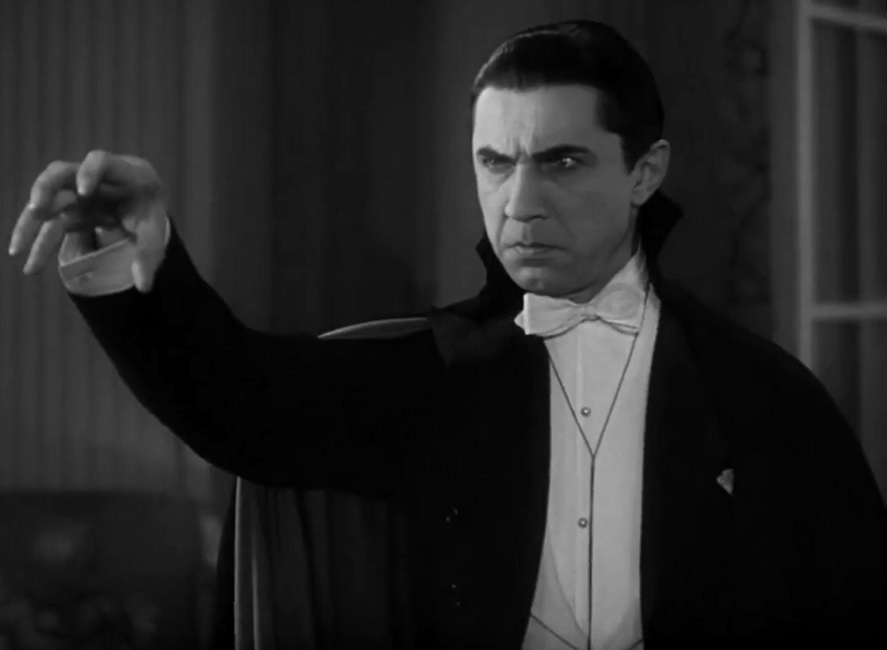
Greve Dracula är ett exempel på en klassisk litterär skurk.

Skurk (från skura = ”stöta bort”, bortstötting) eller bov är en ond person, framför allt i skönlitteratur och drama, som arbetar mot en hjälte, och som i högre grad än hjälten påverkar intrigen. I skurkar som kan ta an superhjältar och dito kallas superskurk.
Skurk är även synonym till förbrytare.

## Stereotyper

En klassisk skurkstereotyp.

Det finns många skurkstereotyper. Under stumfilmseran (1900-1930-talet) var skurkarna tvungna att vara visuellt onda, och därur föddes många skurkstereotyper. De typerna parodieras fortfarande i tecknade serier såsom Rocky och Bullwinkle och Kalle Anka.
Den främsta stereotypen eller kanske snarare kliché-figuren, bär (formella) svarta kläder som hög hatt och cape, har mustasch, skarpa ansiktsdrag och en ständigt "arg" min. Andra icke-visuella kännetecken inkluderar ett maniskt skratt, en snorkig eller insmickrande röst och ett arrogant självförtroende som gör att skurken avslöjar sina hemliga planer. Den typen av exposition är naturligtvis ett rätt genomskinligt intrigverktyg. Ett annat vanligt attribut är en mask för ögonen (av samma snitt som seriefiguren Fantomen bär), ett tydligt exempel på detta är de tecknade seriefigurerna Björnligan, men det förekommer till exempel också ofta i den tecknade TV-serien Familjen Flinta.
En annan stereotyp är den snygge skurken som ser ut som en hjälte, men vars personlighet och attityd förråder hans skurk-natur. Den typen blev mycket vanlig efter andra världskriget och avslöjandet av koncentrationslägrena. Den återspeglar det nazistiska idealet med blont hår och blåa ögon vars skönhet döljer en arrogant känsla av överlägsenhet och grymma planer på att plåga dem som anses vara underlägsna.
I operor och musikaler spelas skurken ofta av baryton- eller mezzosopran-sångare.

## Den nödvändiga skurken
Skurkar anses ofta vara mer intressanta än hjältar, och de är i alla fall mer nödvändiga för de berättelser de medverkar i, eftersom de som står på det godas sida sällan har något alternativ till att göra något eller ens hur, medan skurken kan välja fritt.
Många tycker att Satan, kristendomens största skurk, är den mest intressanta figuren i John Miltons Det förlorade paradiset, eftersom han personifierar ondskan. Kanske beror det på att skurkens illvilliga handlingar är desamma som många människors fantasier, och att de därför identifierar sig starkare med skurken än med hjälten. Trots det är det inte lätt för författare att skapa en skurk: en övertygande skurk måste ha en personlighet som gör att motivationen att göra fel blir mer trovärdig än Mefistos skojfulla men poänglösa illvilligheter.
Men det som gör en skurk verkligt nödvändig i skönlitterära berättelser, är att skurken ger ett rent samvete för sadistiskt beteende. Genom att skurken visas så ondskefull i berättelsens början att han/hon slutar vara en mänsklig varelse och istället blir ett monster, blir det rättvist och njutningsfullt för tittaren/läsaren när skurken i slutet tvingas lida nederlag. Publiken kan på det sättet identifiera sig med en hjälte som begår sadistiska handlingar, och utan samvetskval.
Ett konkret exempel är legenden om kung Artur. För att han skall kunna framställas som riktigt god måste minst en av hans fiender (till exempel Mordred eller Morgan le Fay) framställas som en riktigt elak skurk, för annars skulle det inte bli den kraftfulla kontrasteffekten mellan ont och gott, och det skulle bli svårt att förklara upproren mot kung Artur om det inte fanns någon tillräckligt ond hjärna som tänkte ut dem, och dessutom skulle han inte kunna behandla Mordred illa eller orättvist utan att publiken slutade sympatisera med honom.